# Café solo
Café solo (en inglés Black Coffee) es una obra de teatro perteneciente al subgénero policial. Fue escrita por Agatha Christie en 1930, y la primera pieza que escribió para los escenarios.
Veintidós años después de la muerte de Christie, Café solo fue republicada en Reino Unido y en los Estados Unidos en forma de novela. La novelización corrió a cargo del escritor y crítico de música clásica australiano Charles Osborne.

## Trama
Sir Claud Amory ha descubierto la fórmula de un nuevo y poderoso explosivo, que es robada por alguno de los numerosos huéspedes y familiares hospedados en su casa. Después de encerrar a todo el mundo en la biblioteca, sir Claud apaga la luz para permitir al ladrón devolver el botín, sin acusar a nadie. Pero, al encenderse la luz, sir Claud yace muerto, y será tarea de Hercule Poirot el desentrañar la red de disputas familiares, viejas querellas y extraños sospechosos para encontrar al asesino y prevenir una catástrofe mayor.

## Redacción y producción
Agatha Christie comenzó a escribir Black Coffee en 1929, sintiéndose decepcionada con la interpretación de Hercule Poirot en la obra de teatro Alibi del año anterior, e igualmente insatisfecha con las adaptaciones cinematográficas de su cuento The Coming of Mr. Quin y su novela The Secret Adversary como El fallecimiento del Sr. Quin y Die Abenteurer GmbH . Según el prólogo de la edición actual de Black Coffee de HarperCollins en su forma novelizada, terminó de escribir la obra a finales de 1929.
Menciona Black Coffee en su autobiografía de 1977, y lo describe como "un thriller de espías convencional ... lleno de clichés, creo que no fue del todo malo". No obstante, sus agentes literarios le habían aconsejado que se olvidara por completo de la obra y ella estaba dispuesta a hacerlo hasta que un amigo relacionado con el teatro le sugirió que valía la pena producirla.
La autobiografía de Christie afirma que la presentación debut de Black Coffee tuvo lugar en el Everyman Theatre de Hampstead . Sin embargo, no existe registro de tal puesta en escena y sin duda la estaba confundiendo con la verdadera producción de apertura en el Embassy Theatre en Swiss Cottage (ahora la Escuela Central de Oratoria y Drama de Londres ) el 8 de diciembre de 1930. La producción se presentó en ese teatro recién el 20 de diciembre. El 9 de abril de 1931 se reestrenó en el St Martin's Theatre (que más tarde sería el segundo hogar de la obra teatral más perdurable de Christie, The Mousetrap ), donde se representó hasta el 1 de mayo antes de trasladarse al Wimbledon Theatre el 4 de mayo. Luego pasó al Little Theatre el 11 de mayo y finalmente cerró allí el 13 de junio de 1931.
Poirot fue interpretado inicialmente por el conocido actor de carácter Francis L. Sullivan, quien se convirtió en un buen amigo de la autora. Aprobó su interpretación a pesar de que físicamente era demasiado alto para el pequeño y elegante detective belga. (Sullivan medía seis pies y dos pulgadas de altura. ) También en el elenco de estreno estaba (Sir) Donald Wolfit, interpretando al Dr. Carelli. Wolfit se hizo famoso en Inglaterra como empresario de actores, mejor recordado por sus vívidas interpretaciones de los papeles de Shakespeare y otras piezas clásicas a gran escala. John Boxer interpretó al capitán Hastings y al inspector Richard Fisher Japp.
A diferencia de la mayoría de las otras obras de Christie, Black Coffee no se transfirió al escenario de Nueva York.

## Estreno
- Embassy Theatre, Londres, 8 de diciembre de 1930.
  - Director: André van Gyseghem.
  - Intérpretes: Francis L. Sullivan (Hércules Poirot), Donald Wolfit, Josephine Middleton, Joyce Bland, Lawrence Hardman, Judith Menteath.

## Recepción
The Times reseño el trabajo en su edición del 9 de diciembre de 1930, diciendo que "la Sra. Christie dirige su obra con mucha destreza; sin embargo, hay momentos en que está peligrosamente cerca del estancamiento. Siempre la salva Hércules Poirot, el gran detective francés [ sic ], que teoriza con el entusiasmo de un hombre para quien el mundo visible apenas existe. Nos lleva con él, porque no se toma a sí mismo demasiado en serio y sazona su astucia con ingenio. Para ser un investigador despiadado, es un sentimentalista empedernido; pero esa es una de las formas en que la Sra. Christie evita que su problema se vuelva tedioso. Obviamente, el Sr. Sullivan está muy contento con el papel, y su contribución al entretenimiento de la noche es considerable. El Sr. Boxer Watson se muestra agradablemente, y la Srta. Joyce Bland, como una joven que debe esperar hasta el final antes de conocer un momento de felicidad, se las ingenia para despertar nuestra simpatía por su angustia. El resto del elenco es más útil que emocionante. "
El número del Observer del 14 de diciembre de 1930 contenía una reseña de "HH" en la que concluía que "la señorita Agatha Christie es una artesana competente, y su obra, que está metódicamente planificada y bien realizada e interpretada, entretiene agradablemente".
The Guardian reseñó la obra en su edición del 10 de abril de 1931. El crítico afirmó que, "Miss Christie conoce las cuerdas, se mantiene en el camino, pone a su hercúleo protector en defensa de la inocencia y desenmascara al verdadero villano a las once en punto. Uno debe ser algo así como un ritualista para encontrar el encanto en tales asuntos. El Sr. Francis Sullivan hace un detective grande, gutural y amable del sagaz Hércules. [sic]   . Hace bien en no imitar al señor Charles Laughton, que hace algún tiempo nos dio un estudio tan brillante del belga. Él hace su propio retrato y lo hace con una mano competente". El crítico elogió a otros en el elenco por su nombre y concluyó, "la compañía se comporta con un sentido apropiado del ceremonial involucrado en una obra de detectives. Pero sin duda es permisible sorprenderse de que se pueda encontrar a personas adultas en números bastante grandes para sentarse sin desanimarse durante la ejecución de un ritual como este".
Dos días después, Ivor Brown reseñó esta segunda producción en The Observer cuando dijo que "si eres uno de esos espectadores que están eternamente emocionados por un cadáver en la biblioteca y el interrogatorio de la familia, todo está bien. Si no, no. A mí, el progreso de la detección me pareció bastante pesado, pero empiezo con cierta antipatía hacia los científicos asesinados y sus codiciadas fórmulas. Se supone que el café negro es un fuerte estimulante y un poderoso enemigo del sueño. Encontré el título optimista.
The Times reseñó la obra nuevamente cuando se estrenó en el Little Theatre en su edición del 13 de mayo de 1931. Esta vez dijo que, "Sus falsos olores están hechos para el triunfo del omnisciente detective belga, completos de acuerdo con la mejor tradición con un contraste poco inteligente; y si a veces parecen estar fabricados con demasiada determinación y ser revividos cuando parece que lo más probable es que se disipen, puede que se permitan porque simplemente logran mantener nuestra simpatía por la belleza angustiada y nuestro interés en la solución de un problema. Aunque gran parte del diálogo es forzado, el detective complaciente tiene una manera atractiva." 

## Adaptaciones

### Película de 1931
La obra fue adaptada a una película, también titulada Black Coffee, en 1931, con Austin Trevor en el papel de Poirot. Con una duración de 78 minutos, la película fue producida por Julius S. Hagan y estrenada el 19 de agosto de 1931 por Twickenham Film Studios. Esta fue una de las tres apariciones que Trevor hizo como Poirot, habiendo aparecido también en Alibi (1931) y Lord Edgware Dies (1934). Ahora se considera una película perdida .

### Novela
Al igual que The Unexpected Guest (1999) y Spider's Web, el guion de la obra fue convertido en novela por Charles Osborne. La novelización fue registrada en 1997 y publicada en 1998. Kirkus Reviews lo llamó "agradablemente útil" con una atmósfera "adecuadamente elegante". Publishers Weekly lo consideró una "adición bienvenida al canon de Christie".